# Пиетро Лоренцети
Пиèтро Лоренцèти (на италиански: Pietro Lorenzetti; * ок. 1280/85, Сиена, Сиенска република, † ок. 1348, пак там) е италиански художник, представител на Сиенската школа.

## Биография
Първото документално споменаване на Пиетро Лоренцети датира от 1306 г. и ако в него става дума именно за този Пиетро, то той е десет години по-голям от своя брат, художникът Амброджо Лоренцети. Документалните свидетелства за Пиетро са доста оскъдни, ако не се счита такова жизнеописанието, съставено от Джорджо Вазари. Във връзка с това реконструкцията на неговото творчество и датировката на повечето негови произведения носят не точен, а условен характер.
Пиетро традиционно се счита за по-малко изобретателен и по-консервативен художник в сравнение със своя брат Амброджо, но това е справедливо само отчасти. Подобно на Симоне Мартини Пиетро Лоренцети се формира в средата на зрелите работи на Дучо ди Буонинсеня, но за разлика от Дучо и Мартини неговият темперамент е по-драматичен и по-страстен. Този темперамент го тласка към търсенето на нови изобразителни средства, които намира у Джото. Пиетро Лоренцети не се отказва от сиенската традиция, но внася в нея тънко религиозно и аристократично звучене, и силни ноти на човешки драматизъм.

## Творчество
Първата документално потвърдена работа на Пиетро Лоренцети е олтарът, изписан от него през 1320 г. за църквата „Санта Мария дела Пиеве“ в Арецо. В нея от една страна е видно влияние от „Маестà“ на Дучо ди Буонинсеня (това касае формата на произведението в цялост, типовете лица, и интереса към предаване на пространство в сцената „Благовещение“ в горната част на олтара), а от друга – влиянието на скулптурата на Джовани Пизано (трактовката на разстилането на одеждите и жестовете на персонажите).
Останалите произведения на Пиетро, които се отнасят към ранното му творчество, нямат точна датировка. Към 1310-1320-те г. се причисляват творби като „Мадоната с Младенеца и ангели“, и пълното с трагизъм „Разпятие“ (Кортона, музей), „Маестà с ктитор“ (Филаделфия, Музей на изкуствата, Колекция „Джонсън“), неголямото „Разпятие със светци“ (Кеймбридж, Художествен музей „Фог“), полиптих „Мадоната с Младенеца и светци“ (Монтичело, църква). Чрез изброените произведения може да се проследи еволюцията на Лоренцети, неговото търсене на път за изразяване на патетика и трагизъм. Това търсене се увенчава със забележителните фрески в Долната църква „Сан Франческо“ в Асизи.
 През 1329 г. Пиетро Лоренцети създава голям олтар за сиенската църква „Кармине“, наречен „Мадона със светци“, части от който сега се пазят в Националната пинакотека в Сиена и в Музей „Нортън Саймон“ в Пасадина (Калифорния). Изобразената на него Мадона с Младенеца на трон в обкръжение на ангели, св. Николай Барийски и пророк Илия сякаш е изписана като „Мадона Онисанти“ на Джото, а в частта със сцените от живота на монасите-кармелити се усеща влияние на Мазо ди Банко, един от джотовските последователи.
Предполага се, че в средата на 1330-те г. Пиетро заедно с брат си изписва фрески на фасадата на църквата „Санта Мария дела Скала“, които не са съхранени. Този факт е известен от „Жизнеописание“ на Вазари.

## „Рождество на Мария“
Последното точно датирано произведение, на което стои подписът на Пиетро Лоренцети, е „Рождество на Мария“. То е изписано от него през 1342 г. за Сиенската катедрала и е централна част от големия олтарен образ, отделните части на който сега може да се видят в различни музеи. Моделът на изображението на Рождеството на Мария е взет от византийски образ: от него остават златните лъчи около новородената Богородица – задължителен атрибут на византийските икони. Пиетро размества мястото на Рождеството на Мария – не в небесните покои, а в обикновени стаи, характерни за сиенската средна класа от тази епоха. На вътрешното пространство на стаята е придадена илюзорна дълбочина с помощта на прийом, който много векове по-късно обича да използва Пол Сезан – вертикали, пресичащи хоризонтали. В лявата част Лоренцети изобразява коридор, в който развълнуван слуга съобщава радостната вест на възрастния баща. Битовият прочит на сюжета преобладава над мистичесния религиозен смисъл на Рождеството на Мария.

## Фрески
Главното и най-известното произведение на Пиетро Лоренцети са фреските в Долната базилика „Сан Франческо“ в Асизи. Знаменитият страстен цикъл е завършен етап от фрески на западния трансепт на този храм. Авторството на Лоренцети документално не е засвидетелствано. То се признава на основание на стилистическото сходство, изявено за първи път през 1864 г. от Кроу и Кавалказеле.
Датировката на тези фрески също няма точно определение: у различни специалисти тя се колебае от 1315 до 1345 г.. Голяма част от изследователите приема, че те са създадени около 1320 г. Във фреските на Лоренцети се откриват композициите „Влизане на Христос в Йерусалим“ на западната стена на храма. После следват „Тайната вечеря“, „Измиване на краката“, „Вземане под стража“, „Бичуването на Христа“, „Носенето на кръста“, „Разпятието“, „Снемането от кръста“, „Полагането в гроба“, „Възкресение“, и „Самоубийството на Юда“.
За разлика от Дучо ди Буонинсеня, Джото и Симоне Мартини, чието влияние в неговата работа е несъмнено, за Лоренцети е характерна усилена експресия. В неговите фрески има всичко: и внимание към битовите детайли, толкова характерно за сиенската живопис от първата половина на 14 век, и колоритни градски изгледи, и разнообразие на костюми от това време, особено в костюмите на войниците в сцените на „Разпятие“ и „Вземане под стража“.
Най-голямата фреска в този цикъл е „Разпятие“. По широтата на повествователния размах тя превъзхожда всички останали сцени и всички предшестващи изображения от дадената тематика. В нея я няма задължителната фронталност – част от персонажите е обърната с гръб към зрителя. Конниците за всеки случай обкръжават събралите се около кръста хора, сред които е обезсилената Мария. Пъстра тълпа обикаля кръста, а в небесата над нея летят ангели.
Ниската част от „Разпятие“ е повредена през 17 век поради строителството на нова олтарна композиция. Днес бихме знали повече за създаването на фресковия цикъл, ако е нямало такова повреждане, тъй като в ниската част на фреската е бил поместен портрет на ктитора, чиято личност е останала неизвестна.

## Смърт и влияние
След 1344 г.а името на Пиетро Лоренцети  повече не се среща в документите. Сиенското предание гласи, че Пиетро умира през 1348 г. заедно с брат си Амброджо Лоренцети по време на бушуващата в Сиена епидемия от чума.
Изкуството на Пиетро, посветено на търсене на нов синтез на форма и цвят за изразяване на нови идеи, има значително влияние над останалите художници. Както и в случая със Симоне Мартини може да се твърди, че след смъртта на Пиетро от неговото влияние не е избегнал нито един сиенски художник.

## Произведения на художника
- Творби на художника
- Творби на художника Архив на оригинала от 2012-08-13 в Wayback Machine.